# Hesperomyces virescens
Hesperomyces virescens är en svampart som beskrevs av Thaxt. 1891. Hesperomyces virescens ingår i släktet Hesperomyces och familjen Laboulbeniaceae.   Inga underarter finns listade i Catalogue of Life.